# Brad Drewett
Brad Drewett (Maclean, 19 de julio de 1958-Sídney, 3 de mayo de 2013) fue un tenista profesional australiano entre 1977 y 1990. Llegó a ser 34 del mundo el 26 de marzo de 1984 y 18 del mundo en dobles el 21 de noviembre de 1988.
Ganó el Australian Open Junior en 1975 y 1977, y se convirtió con 17 años en el jugador más joven en ganar el título superando a Ken Rosewall y John Newcombe. Fue el tercer jugador más joven en llegar a cuartos de final en el Australian Open en su primera participación en un Grand Slam, con 17 años y 5 meses en 1975, por detrás de Boris Becker, con 17 años y 4 días en 1984, y Goran Ivanišević, con 17 años y 4 meses en 1989.
Drewett sucedió el 1 de enero de 2012 a Adam Helfant en la presidencia de la ATP. A mediados de enero de 2013, decidió dejar el cargo para tratar su enfermedad.
Drewett murió el 3 de mayo de 2013, después de ser diagnosticado con la enfermedad esclerosis lateral amiotrófica en enero de 2013.